# 静岡県立伊豆伊東高等学校
静岡県立伊豆伊東高等学校（しずおかけんりつ いずいとうこうとうがっこう）は、静岡県伊東市に位置する県立高等学校。

## 設置学科
- 全日制課程
  - 普通科
    - 特別進学類型
    - 進学類型
    - スポーツ健康類型
    - アート類型

  - ビジネスマネジメント科
    - 会計類型
    - 情報類型
    - マーケティング類型
- 定時制課程
  - 普通科

## 沿革
- 2023年4月1日 - 静岡県立伊東高等学校、静岡県立伊東高等学校城ヶ崎分校、静岡県立伊東商業高等学校の3校を統合し、開校[1]。

## 部活動
- 運動部
  - 野球
  - 陸上競技
  - 水泳
  - バドミントン
  - 男子バレーボール
  - 女子バレーボール
  - 男子バスケットボール
  - 女子バスケットボール
  - サッカー
  - ソフトテニス
  - 卓球
  - 剣道
- 文化部
  - 吹奏楽
  - 美術
  - 商業
  - 総合探究
  - 演劇
  - 合唱
  - 報道
  - 外部活動

## 校名の由来
- 令和３年度に学校名の公募を行い、所要の審査、選考を経て令和４年３月に決定した。

## 校歌
- 「光る海、光る山」　作詞：水沢なお　作曲：杉浦邦弘

## 校章
- 羽ばたく鳥(伊東市の鳥イソヒヨドリ)をモチーフとし、高校の「高」の漢字と組み合わせたもの。また、羽ばたく鳥は、未来を拓き、将来に向け飛躍する生徒像をイメージし、３つの翼は、再編整備される3校を表し、お互いに協力し合い新たな歴史を築いていくことを表現している。